# Tarnee White
Tarnee Renee White (Redcliffe, 17 gennaio 1981) è una nuotatrice australiana.

## Palmarès
- Olimpiadi

Sydney 2000: argento nella 4x100m misti.
Pechino 2008: oro nella 4x100m misti.
- Mondiali

Fukuoka 2001: oro nella 4x100m misti.
Melbourne 2007: oro nella 4x100m misti.
- Giochi del Commonwealth

Manchester 2002: bronzo nei 50m rana.
Melbourne 2006: bronzo nei 50m rana.